# Lew Hoad
Lewis Alan Hoad (* 23. November 1934 in Glebe, New South Wales, Australien; † 3. Juli 1994 in Fuengirola, Spanien) war ein australischer Tennisspieler.

## Leben und Karriere
Aufgrund seines Aussehens, seiner kraftvollen Athletik und seiner Persönlichkeit wurde Lew Hoad in den 1950er-Jahren zu einer Tennisikone.
Die Kraft spielte eine wichtige Rolle in seiner Spielweise; er spielte öfter auf Sieg als in langen Ballwechseln seine Chance zu suchen. Trotz dieser Spielweise hatte er auch die Fähigkeit auf dem langsamen Belag des Sandplatzes die French Open zu gewinnen. Von 1952 bis 1956 war er in der Weltrangliste unter den Top 10 platziert, 1956 wurde er dann zur Nummer 1 im Welttennis.
Lew Hoad war Mitglied des australischen Davis-Cup-Teams, mit dem er 1953, 1955 und 1956 den Davis Cup drei Mal gewann. 1956 gewann er die ersten drei Grand-Slam-Turniere und war kurz davor auch die US Open und damit den Grand Slam zu gewinnen und einen attraktiven Vertrag im professionellen Tennis zu erhalten, doch er unterlag seinem Landsmann Ken Rosewall in Forest Hills. In diesem Jahr gewann er mit Ken Rosewall den Grand Slam im Doppel.
Ironischerweise erhielt Ken Rosewall aufgrund des Siegs über Hoad den Vertrag, der ursprünglich Lew Hoad angeboten wurde, und spielte mit Pancho Gonzales auf der professionellen Tour.
In einer Zeit, als es lediglich Amateurspielern erlaubt war, an den Grand-Slam-Turnieren teilzunehmen, wechselte Hoad nach seinem Wimbledon-Sieg 1957 endgültig zu den Profis.

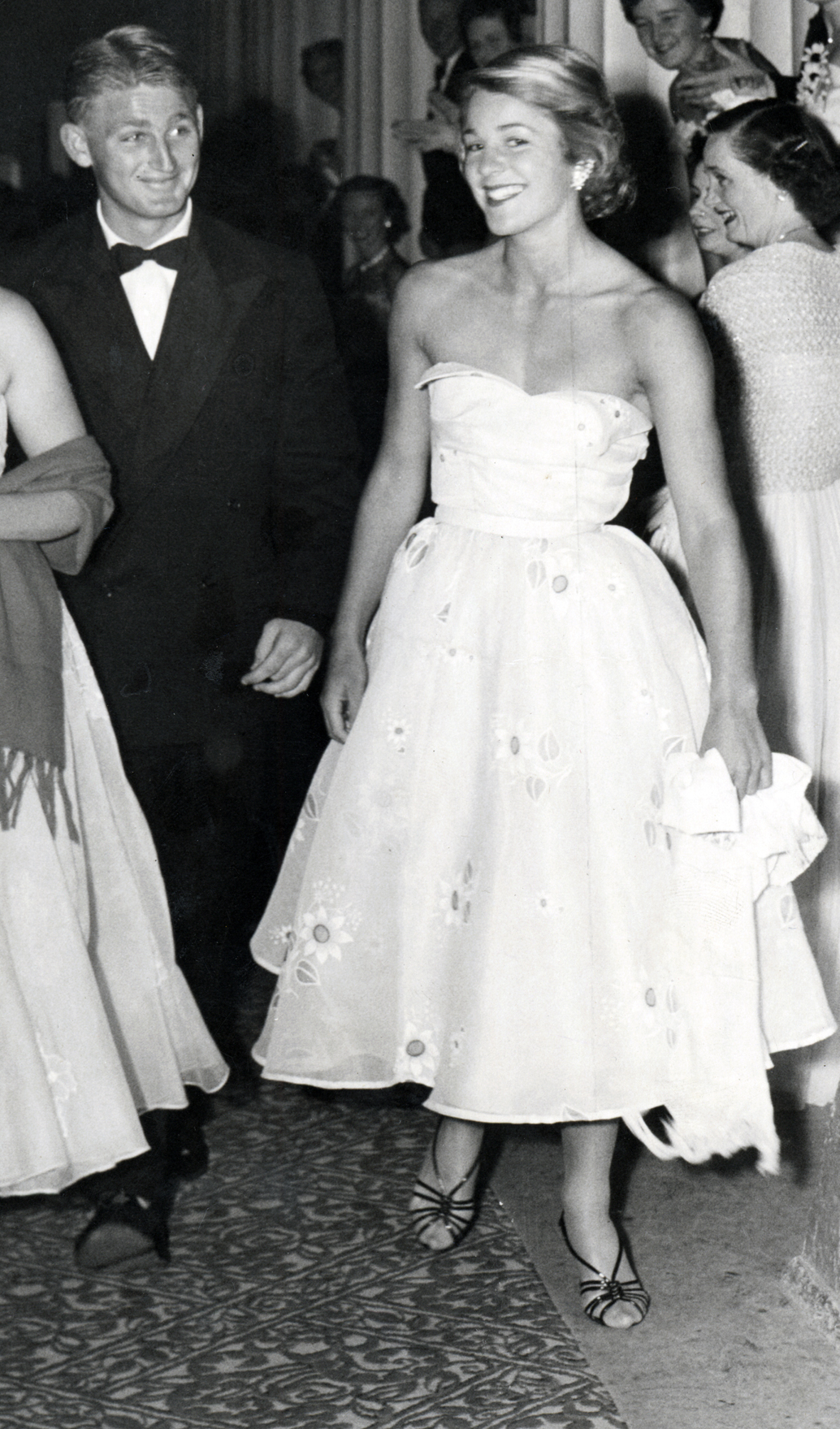
Jenny Staley und Lew Hoad

In seinem ersten Jahr als Profi spielte Hoad eine Serie von 87 Spielen gegen den amtierenden „König“ des professionellen Tennis, Pancho Gonzales. Hoad gewann 18 der ersten 27 Spiele, aber Gonzales schlug zurück und siegte schließlich 51 zu 36.
Gonzales, wahrscheinlich einer der besten Tennisspieler aller Zeiten, sagte, dass Hoad die größte Herausforderung war, die er je hatte.
Probleme mit dem Rücken zwangen Hoad dazu, in den 1960er-Jahren seine Karriere zu beenden. Er zog in die Nähe von Málaga (Spanien), wo er zusammen mit seiner Tennis spielenden Ehefrau Jenny Staley ein Tennisresort für seine persönlichen Freunde wie Sean Connery, Kirk Douglas oder Charlton Heston unterhielt.
Lew Hoad erkrankte an Leukämie und wartete auf eine Knochenmarkspende, als er 1994 an einem Herzinfarkt im Alter von 59 Jahren verstarb.
Er wurde 1980 in die Hall of Fame des Tennissports aufgenommen.

## Finalteilnahmen bei Grand-Slam-Turnieren

### Einzel

#### Turniersiege
| Nr. | Datum           | Turnier                                      | Belag | Finalgegner   | Ergebnis           |
| --- | --------------- | -------------------------------------------- | ----- | ------------- | ------------------ |
| 1.  | 30. Januar 1956 | Australian Championships                     | Rasen | Ken Rosewall  | 6:4, 3:6, 6:4, 7:5 |
| 2.  | 27. Mai 1956    | Internationale französischen Meisterschaften | Sand  | Sven Davidson | 6:4, 8:6, 6:3      |
| 3.  | 25. Juni 1956   | Wimbledon Championships (1)                  | Rasen | Ken Rosewall  | 6:2, 4:6, 7:5, 6:4 |
| 4.  | 24. Juni 1957   | Wimbledon Championships (2)                  | Rasen | Ashley Cooper | 6:2, 6:1, 6:2      |

#### Finalteilnahmen
| Nr. | Datum             | Turnier                  | Belag | Finalgegner  | Ergebnis           |
| --- | ----------------- | ------------------------ | ----- | ------------ | ------------------ |
| 1.  | 31. Januar 1955   | Australian Championships | Rasen | Ken Rosewall | 7:9, 4:6, 4:6      |
| 2.  | 9. September 1956 | US Championships         | Rasen | Ken Rosewall | 6:4, 2:6, 3:6, 3:6 |

### Doppel

#### Turniersiege
| Nr. | Datum             | Turnier                                      | Belag | Doppelpartner | Finalgegner                       | Ergebnis             |
| --- | ----------------- | -------------------------------------------- | ----- | ------------- | --------------------------------- | -------------------- |
| 1.  | 8. Januar 1953    | Australian Championships (1)                 | Rasen | Ken Rosewall  | Don Candy Mervyn Rose             | 9:11, 6:4, 10:8, 6:4 |
| 2.  | 20. Mai 1953      | Internationale französischen Meisterschaften | Sand  | Ken Rosewall  | Mervyn Rose Clive Wilderspin      | 6:2, 6:1, 6:1        |
| 3.  | 22. Juni 1953     | Wimbledon Championships (1)                  | Rasen | Ken Rosewall  | Rex Hartwig Mervyn Rose           | 6:4, 7:5, 4:6, 7:5   |
| 4.  | 20. Juni 1955     | Wimbledon Championships (2)                  | Rasen | Rex Hartwig   | Neale Fraser Ken Rosewall         | 7:5, 6:4, 6:3        |
| 5.  | 20. Januar 1956   | Australian Championships (2)                 | Rasen | Ken Rosewall  | Don Candy Mervyn Rose             | 10:8, 13:11, 6:4     |
| 6.  | 25. Juni 1956     | Wimbledon Championships (3)                  | Rasen | Ken Rosewall  | Nicola Pietrangeli Orlando Sirola | 7:5, 6:2, 6:1        |
| 7.  | 1. September 1956 | US Championships                             | Rasen | Ken Rosewall  | Ham Richardson Vic Seixas         | 6:2, 6:2, 3:6, 6:4   |
| 8.  | 18. Januar 1957   | Australian Championships (3)                 | Rasen | Neale Fraser  | Mal Anderson Ashley Cooper        | 6:3, 8:6, 6:4        |

#### Finalteilnahmen
| Nr. | Datum           | Turnier                                          | Belag | Doppelpartner | Finalgegner                | Ergebnis                |
| --- | --------------- | ------------------------------------------------ | ----- | ------------- | -------------------------- | ----------------------- |
| 1.  | 17. Mai 1954    | Internationale französischen Meisterschaften (1) | Sand  | Ken Rosewall  | Vic Seixas Tony Trabert    | 4:6, 2:6, 1:6           |
| 2.  | 28. August 1954 | US Championships                                 | Rasen | Ken Rosewall  | Vic Seixas Tony Trabert    | 6:3, 4:6, 6:8, 3:6      |
| 3.  | 21. Januar 1955 | Australian Championships (1)                     | Rasen | Ken Rosewall  | Vic Seixas Tony Trabert    | 3:6, 2:6, 6:2, 6:3, 1:6 |
| 4.  | 15. Mai 1956    | Internationale französischen Meisterschaften (2) | Sand  | Ashley Cooper | Don Candy Bob Perry        | 5:7, 3:6, 3:6           |
| 5.  | 24. Juni 1957   | Wimbledon Championships                          | Rasen | Neale Fraser  | Budge Patty Gardnar Mulloy | 10:8, 4:6, 4:6, 4:6     |

### Mixed

#### Turniersiege
| Nr. | Datum        | Turnier                                     | Belag | Doppelpartnerin  | Finalgegner                    | Ergebnis |
| --- | ------------ | ------------------------------------------- | ----- | ---------------- | ------------------------------ | -------- |
| 1.  | 17. Mai 1954 | Internationale französische Meisterschaften | Sand  | Maureen Connolly | Jacqueline Patorni Rex Hartwig | 6:4, 6:3 |

#### Finalteilnahmen
| Nr. | Datum             | Turnier                  | Belag | Doppelpartnerin   | Finalgegner                          | Ergebnis |
| --- | ----------------- | ------------------------ | ----- | ----------------- | ------------------------------------ | -------- |
| 1.  | 29. August 1952   | US Championships (1)     | Rasen | Thelma Coyne Long | Doris Hart Frank Sedgman             | 3:6, 5:7 |
| 2.  | 21. Januar 1955   | Australian Championships | Rasen | Jenny Staley      | Thelma Coyne Long George Worthington | 2:6, 1:6 |
| 3.  | 2. September 1955 | US Championships (2)     | Rasen | Shirley Fry       | Doris Hart Vic Seixas                | 7:9, 1:6 |
| 4.  | 1. September 1956 | US Championships (3)     | Rasen | Darlene Hard      | Margaret Osborne duPont Ken Rosewall | 7:9, 1:6 |
| 5.  | 30. August 1957   | US Championships (4)     | Rasen | Darlene Hard      | Althea Gibson Kurt Nielsen           | 3:6, 7:9 |

## Erfolge bei Open-Era-Turnieren

### Einzel

#### Finalteilnahmen
| Nr. | Datum        | Turnier | Belag | Finalgegner | Ergebnis |
| --- | ------------ | ------- | ----- | ----------- | -------- |
| 1.  | 8. Juli 1968 | Dublin  | Rasen | Tom Okker   | 1:6, 2:6 |

### Doppel

#### Finalteilnahmen
| Nr. | Datum             | Turnier      | Belag     | Doppelpartner  | Finalgegner              | Ergebnis                         |
| --- | ----------------- | ------------ | --------- | -------------- | ------------------------ | -------------------------------- |
| 1.  | 2. Mai 1972       | Rom          | Sand      | Frew McMillan  | Ilie Năstase Ion Țiriac  | 6:3, 6:3, 4:6, 3:6, 3:5, Aufgabe |
| 2.  | 17. Juni 1972     | Bristol      | Rasen     | Clark Graebner | Bob Hewitt Frew McMillan | 3:6, 2:6                         |
| 3.  | 25. November 1973 | Johannesburg | Hartplatz | Bob Maud       | Tom Okker Arthur Ashe    | 2:6, 6:4, 2:6, 4:6               |